# 库车友谊路墓群
库车友谊路墓群是2007年及2010年在阿克苏地区库车县友谊路发现的十余座晋代至十六国时期古墓的统称，是新疆唯一的砖室墓群。

## 地理信息
库车友谊路墓群位于库车县友谊路南端，海拔约1050米，北部有克孜勒塔格山，库车河出山口南边的一处冲积扇上。墓群被埋于深7-10米的戈壁沙砾层中，3米左右的后期淤积形成的黄土层覆盖在戈壁沙砾层之上。

## 墓群的发现及发掘
2007年7月，原计划在友谊路上建设地下商贸城的项目开始实施，8月19日，施工现场施工机械作业时，发现第一座古墓。22日，施工队在古墓周围又发现两座墓室，随后新疆文物考古研究所及当地相关部门对此地进行发掘和考察，后共发现古墓10座。并于同年，被评为当年的全国十大考古新发现。后于原址上建立遗址博物馆，2010年在博物馆的修建过程中，又在墓群周围发现新的墓室，新疆文物考古研究所随即对新墓室进行挖掘，后共发掘公墓5座。2013年，被列入第七批全国重点文物保护单位。2019年起，相关文物在新疆维吾尔自治区博物馆的《新疆历史文物展》展出。

## 墓群特点及年代
墓群共包括竖穴土坑墓2座、瓮棺墓1座、砖室墓12座的15座墓葬，他们按形制分为竖穴砖室墓、斜坡墓道单室墓和斜坡墓道双室墓。墓室包括斜坡墓道、墓门、甬道、墓室、耳室等。有的壁面上有砖雕的椽头、斗升、承兽等建筑雕饰。学者通过其形制与陕西、河南、河北、山东、甘肃等地如甘肃敦煌佛爷庙湾墓地、敦煌祁家湾墓群、嘉峪关魏晋墓的汉晋时期砖室墓群对比，推断此处墓群为魏晋十六国时期的为中原内地汉式风格的墓葬。但也有学者认为晋十六国时期时局混乱，不容易出现如此大规格的墓葬，并认为此地墓葬形制不符合晋十六国时期在新疆本土的发展，所以该墓具有较大可能性是建自隋唐时期。有学者认为此地主人可能是甘肃地区的豪族或受汉文化影响的龟兹贵族。后有学者通过对出土人颅特征对比分析认为该墓主更趋向于南蒙古人种，但也有欧罗巴人种和中国现代人的特征。同时，新疆境内与其类似的的颅骨却很少见。

## 出土文物
包括半两、五铢、剪轮五铢、磨郭五铢、龟兹小钱等在内的700余枚可辨识钱币，以单耳罐、双耳罐、双系罐、三系罐为主的陶器以及其他金银铜铁等器、玉器、漆器和骨器等。其中该地出土的一种以“蹙金绣”为工艺的金线是截止2016年发现最早的蹙金绣实物。出土文物还包括有光泽度非常好的汉晋时期的釉陶碗。